# Биков Давид Романович
Давид Романович Биков (квітень 1903, село Козари Козелецького повіту Чернігівської губернії, тепер Ніжинського району Чернігівської області — 10 серпня 1982, місто Москва, тепер Російська Федерація) — радянський діяч органів державної безпеки, народний комісар (міністр) державної безпеки Башкирської АРСР, генерал-майор. Депутат Верховної Ради СРСР 2-го скликання (в 1946 році).

## Біографія
Народився в єврейській родині коваля. З 1917 до 1920 року навчався в торговій школі в Києві. У лютому 1918 — квітні 1919 року — учень, приказчик магазину приватної тютюнової фірми «Шелом» у Києві.
З квітня до липня 1919 року — співробітник Київської губернської надзвичайної комісії (ЧК).
З липня 1919 до липня 1920 року був безробітним у Києві.
У липні 1920 — січні 1921 року — червоноармієць 44-ї дивізії  12-ї армії РСЧА.
У лютому 1921 — 1922 року — контролер військово-контрольного пункту особливого відділу ВЧК у Києві.
У 1921 році закінчив вечірні загальноосвітні курси в Києві.
До грудня 1922 року — помічник коменданта концентраційного табору Київського губернського відділу ДПУ.
У грудні 1922 — грудні 1923 року — співробітник відділення дорожньо-транспортного відділу ДПУ станції Проскурів.
У січні 1924 — березні 1926 року — фельд'єгер Уманського окружного відділу ДПУ.
У березні 1926 — вересні 1930 року — фельд'єгер, помічник уповноваженого, уповноважений Артемівського окружного відділу ДПУ на Донбасі.
У жовтні 1930 — 1932 року — уповноважений, оперуповноважений Донецького оперативного сектора ДПУ в місті Сталіно на Донбасі.
Член ВКП(б) з серпня 1931 року.
До 4 вересня 1932 року — начальник 2-го відділення Донецького оперативного сектора ДПУ в місті Сталіно.
4 вересня 1932 — 1933 року — начальник відділення економічного відділу Донецького обласного відділу ДПУ УРСР.
У 1933 — березні 1935 року — начальник відділення Запорізького міського відділу ДПУ—НКВС УРСР.
У березні — жовтні 1935 року — помічник начальника економічного відділу УДБ УНКВС по Дніпропетровській області.
У жовтні 1935 — 1 червня 1937 року — начальник 3-го відділення УДБ Миколаївського міського відділу НКВС УРСР.
У 1936 році склав екстерном екзамен за 10 класів середньої школи в місті Миколаєві.
1 червня 1937 — 17 лютого 1938 року — начальник 12-го відділення 1-го відділу ГУДБ НКВС СРСР у Москві.
17 лютого 1938 — червень 1940 року — начальник 10-го відділення 1-го відділу ГУДБ НКВС СРСР у Москві.
З червня 1940 року — у відрядженні по лінії НКВС в Литві. 22 жовтня 1940 — березень 1941 року — заступник начальника Вільнюського міського управління НКВС Литовської РСР.
У березні — липні 1941 року — заступник народного комісара державної безпеки Литовської РСР.
11 листопада 1941 — 4 березня 1942 року — начальник економічного відділу УНКВС по Куйбишевській області.
4 березня 1942 — 6 лютого 1943 року — 1-й заступник начальника УНКВС по Куйбишевській області.
6 лютого — 7 травня 1943 року — заступник начальника УНКВС по Краснодарському краю. Був начальником оперативно-чекістської групи Кодорського перевалу.
7 травня 1943 — 14 червня 1945 року — начальник Управління НКДБ по Омській області.
14 червня 1945 — 8 липня 1946 року — народний комісар (міністр) державної безпеки Башкирської АРСР.
8 липня 1946 року заарештований органами МДБ, у 1947 році виключений із ВКП(б). Засуджений до 5 років позбавлення волі у виправно-трудових таборах. Звільнений 31 грудня 1949 року. У реабілітації йому було відмовлено.
У 1953 році працював заступником начальника із адміністративно-господарської частини 6-го спеціального конструкторського бюро Головндіпроєкту при Держплані СРСР.
Потім — на пенсії в Москві.
Помер 10 серпня 1982 року.

## Звання
- старший лейтенант державної безпеки (22.03.1936)
- капітан державної безпеки (26.04.1938)
- майор державної безпеки (14.03.1940)
- полковник державної безпеки (14.02.1943)
- комісар державної безпеки (3.11.1944)
- генерал-майор (9.07.1945—3.01.1955)

## Нагороди
- орден Леніна (4.12.1945)
- орден Червоного Прапора (3.11.1944)
- три ордени Червоної Зірки (30.01.1943, 28.04.1943, 16.09.1945)
- нагрудний знак «Почесний співробітник ВНК—ДПУ (XV)» (15.09.1937)
- медаль «За відвагу» (26.04.1940)
- медаль «За перемогу над Німеччиною у Великій Вітчизняній війні 1941—1945 рр.» (1945)
- медаль